# Dipartimento dell'Adriatico

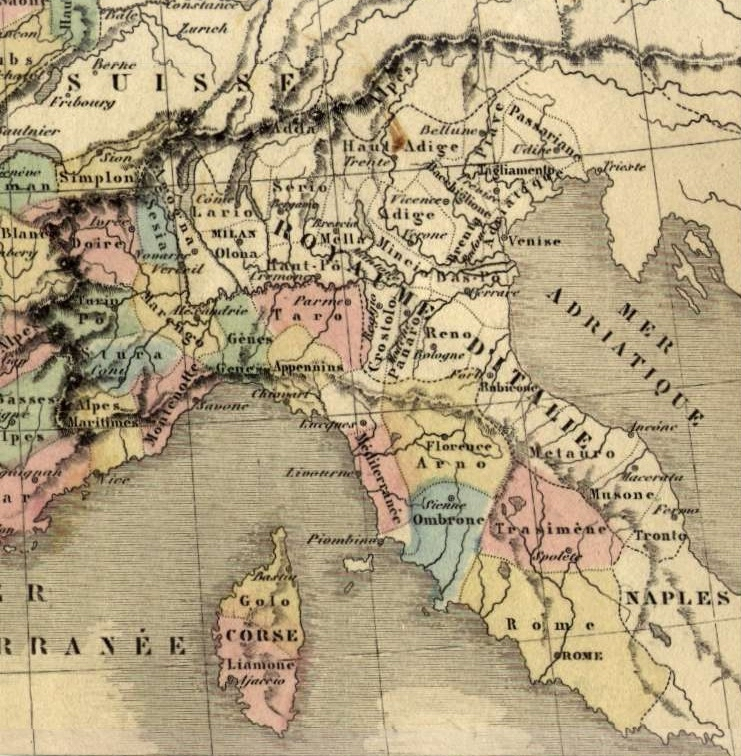
L'Italia durante l'egemonia napoleonica. Nella carta francese compare la denominazione Adriatique

L'Adriatico fu un dipartimento del Regno d'Italia dal 1806 al 1814. Prendeva il nome dal Mare Adriatico e aveva come capoluogo Venezia.
Il dipartimento fu creato dopo l'annessione del 1º maggio 1806 da parte del Regno d'Italia di Venezia e delle sue dipendenze (Istria e Dalmazia).
Il Governo Vicereale di Milano emanò la legge 29 aprile 1806 che stabiliva l'istituzione dei dipartimenti e la loro divisione in distretti, Cantoni e Comuni su ispirazione e modello francese, sulla base delle richieste dei Magistrati civili.

Il Ministro degli Interni da Milano, in risposta al progetto del Magistrato civile di Venezia del 23 aprile 1806, divise il dipartimento dell'Adriatico in quattro cantoni (Venezia, Chioggia, Adria e San Donà).
Fu poi leggermente ingrandito il 22 dicembre 1807 con territori staccati dal Basso Po, dal Brenta, da Passariano e dal Tagliamento. Altre piccole modifiche furono apportate il 28 settembre 1810.

## Suddivisione amministrativa

### Distretto I diVenezia
- cantone I di Venezia
- cantone II di Mestre
- cantone III di Dolo

### Distretto II diChioggia
- cantone I di Chioggia
- cantone II di Cavarzare

### Distretto III diAdria
- cantone I di Adria
- cantone II di Loreo

### Distretto IV diSan Donà
- cantone I di San Donà
- cantone II di Aquilea